# Theridion nadleri
Theridion nadleri là một loài nhện trong họ Theridiidae.
Loài này thuộc chi Theridion. Theridion nadleri được Herbert Walter Levi miêu tả năm 1959.